# دونالد سانبورن
دونالد سانبورن (بالإنجليزية: Donald J. Sanborn)‏ هو قسيس أمريكي، ولد في 19 فبراير 1950 في نيويورك في الولايات المتحدة.